# Atlético de Bilbao 1972-1973
La pagina racchiude la rosa dell'Atlético de Bilbao nella stagione 1972-73.

## Stagione
Come da politica societaria la squadra è composta interamente da giocatori nati in una delle sette province di Euskal Herria o cresciuti calcisticamente nel vivaio di società basche.
In Primera División la squadra giunge nona. Nella Coppa del Generalísimo dopo aver eliminato il Real Oviedo agli ottavi (2-0 e 0-1), il Siviglia nei quarti (0-0 e 5-2), il Malaga in semifinale (2-1 e 1-0), l'Atlético disputa la finale contro il Castellón per 2-0 nella finale in gara unica disputata a Madrid, conquistando socì il suo 22º titolo.

## Rosa
| N. |                   | Ruolo | Calciatore                   |
| -- | ----------------- | ----- | ---------------------------- |
|    | Spagna (bandiera) | P     | José Ángel Iribar            |
|    | Spagna (bandiera) | P     | Víctor Marro                 |
|    | Spagna (bandiera) | D     | Iñaki Sáez                   |
|    | Spagna (bandiera) | D     | José Ramón Betzuen           |
|    | Spagna (bandiera) | D     | José Ramón Martínez Larrauri |
|    | Spagna (bandiera) | D     | José María Zuluaga           |
|    | Spagna (bandiera) | D     | José María Igartua           |
|    | Spagna (bandiera) | D     | Mateo Félix Zubiaga          |
|    | Spagna (bandiera) | D     | José Antonio Beitia          |
|    | Spagna (bandiera) | D     | Daniel Astrain               |
|    | Spagna (bandiera) | D     | Jesús Aranguren              |
|    | Spagna (bandiera) | D     | Agustín Gisasola             |
|    | Spagna (bandiera) | C     | José María Lasa              |

| N. |                   | Ruolo | Calciatore          |
| -- | ----------------- | ----- | ------------------- |
|    | Spagna (bandiera) | C     | Ricardo Ibáñez      |
|    | Spagna (bandiera) | C     | Nicolás Estéfano    |
|    | Spagna (bandiera) | C     | Juan Carlos Vidal   |
|    | Spagna (bandiera) | C     | José Ángel Rojo     |
|    | Spagna (bandiera) | C     | Javier Clemente     |
|    | Spagna (bandiera) | C     | Ángel María Villar  |
|    | Spagna (bandiera) | A     | Josu Sáenz Ortuondo |
|    | Spagna (bandiera) | A     | Fidel Uriarte       |
|    | Spagna (bandiera) | A     | Antón Arieta        |
|    | Spagna (bandiera) | A     | Txetxu Rojo         |
|    | Spagna (bandiera) | A     | Rafael Viteri       |
|    | Spagna (bandiera) | A     | Carlos              |

## Risultati

### Coppa del Generalissimo
| Madrid 29 giugno 1973                                    | Atlético Bilbao | 2 – 0 | Castellón | Stadio Vicente Calderón |
| \| \| \| \| \| Arieta 27’ Zubiaga 54’ \| Marcatori \| \| |                 |       |           |                         |
|                                                          |                 |       |           |                         |
| Arieta 27’ Zubiaga 54’                                   | Marcatori       |       |           |                         |

## Statistiche

### Statistiche dei giocatori
| Giocatore      | Primera División | Primera División | Primera División | Primera División | Coppa del Generalissimo | Coppa del Generalissimo | Coppa del Generalissimo | Coppa del Generalissimo | Totale   | Totale | Totale      | Totale     |
| Giocatore      | Presenze         | Reti             | Ammonizioni      | Espulsioni       | Presenze                | Reti                    | Ammonizioni             | Espulsioni              | Presenze | Reti   | Ammonizioni | Espulsioni |
| -------------- | ---------------- | ---------------- | ---------------- | ---------------- | ----------------------- | ----------------------- | ----------------------- | ----------------------- | -------- | ------ | ----------- | ---------- |
| J. Aranguren   | 15               | 0                | 0                | 0                | 5                       | 0                       | 0                       | 0                       | 20       | 0      | 0           | 0          |
| A. Arieta      | 20               | 3                | 0                | 0                | 6                       | 1                       | 0                       | 0                       | 26       | 4      | 0           | 0          |
| D. Astrain     | 27               | 1                | 3                | 1                | 0                       | 0                       | 0                       | 0                       | 27       | 1      | 3           | 1          |
| J.A. Beitia    | 1                | 0                | 0                | 0                | 0                       | 0                       | 0                       | 0                       | 1        | 0      | 0           | 0          |
| J.R. Betzuen   | 4                | 0                | 0                | 0                | 0                       | 0                       | 0                       | 0                       | 4        | 0      | 0           | 0          |
| Carlos         | 14               | 6                | 1                | 0                | 7                       | 1                       | 0                       | 0                       | 21       | 7      | 1           | 0          |
| J. Clemente    | 0                | 0                | 0                | 0                | 0                       | 0                       | 0                       | 0                       | 0        | 0      | 0           | 0          |
| N. Estéfano    | 1                | 0                | 0                | 0                | 0                       | 0                       | 0                       | 0                       | 1        | 0      | 0           | 0          |
| A. Gisasola    | 32               | 5                | 1                | 0                | 7                       | 2                       | 1                       | 0                       | 39       | 7      | 2           | 0          |
| R. Ibáñez      | 2                | 0                | 0                | 0                | 0                       | 0                       | 0                       | 0                       | 2        | 0      | 0           | 0          |
| J.M. Igartua   | 14               | 0                | 1                | 0                | 3                       | 0                       | 0                       | 0                       | 17       | 0      | 1           | 0          |
| J.A. Iribar    | 22               | -?               | 0                | 0                | 7                       | -4                      | 0                       | 0                       | 29       | -4+    | 0           | 0          |
| Larrauri       | 12               | 0                | 0                | 0                | 7                       | 0                       | 0                       | 0                       | 19       | 0      | 0           | 0          |
| J.M. Lasa      | 32               | 7                | 2                | 1                | 7                       | 2                       | 1                       | 0                       | 39       | 9      | 3           | 1          |
| V. Marro       | 12               | -?               | 0                | 0                | 0                       | -0                      | 0                       | 0                       | 12       | -0+    | 0           | 0          |
| J.S. Ortuondo  | 12               | 0                | 0                | 0                | 0                       | 0                       | 0                       | 0                       | 12       | 0      | 0           | 0          |
| T. Rojo (I)    | 30               | 7                | 6                | 0                | 7                       | 2                       | 0                       | 0                       | 37       | 9      | 6           | 0          |
| J.A. Rojo (II) | 30               | 2                | 4                | 0                | 7                       | 0                       | 1                       | 0                       | 37       | 2      | 5           | 0          |
| I. Sáez        | 25               | 0                | 1                | 0                | 6                       | 0                       | 0                       | 0                       | 31       | 0      | 1           | 0          |
| F. Uriarte     | 28               | 5                | 1                | 0                | 6                       | 2                       | 0                       | 1                       | 34       | 7      | 1           | 1          |
| J.C. Vidal     | 1                | 0                | 0                | 0                | 0                       | 0                       | 0                       | 0                       | 1        | 0      | 0           | 0          |
| A.M. Villar    | 31               | 0                | 3                | 0                | 7                       | 1                       | 1                       | 0                       | 38       | 1      | 4           | 0          |
| R. Viteri      | 14               | 4                | 0                | 0                | 0                       | 0                       | 0                       | 0                       | 14       | 4      | 0           | 0          |
| M.F. Zubiaga   | 26               | 0                | 3                | 0                | 7                       | 1                       | 0                       | 0                       | 33       | 1      | 3           | 0          |
| J.M. Zuluaga   | 3                | 0                | 0                | 0                | 1                       | 0                       | 0                       | 0                       | 4        | 0      | 0           | 0          |